# Daphoenus
A Daphoenus az emlősök (Mammalia) osztályának ragadozók (Carnivora) rendjébe, ezen belül a fosszilis medvekutyafélék (Amphicyonidae) családjába és a Daphoeninae alcsaládjába tartozó nem.

## Tudnivalók
A Daphoenus-fajok Észak-Amerika területén fordultak elő, a középső eocén korszaktól egészen a középső miocén korszakig, vagyis 42-16,3 millió évvel ezelőtt. Maradványaikat a kanadai Saskatchewan tartományban, valamint az Amerikai Egyesült Államokhoz tartozó Dél-Dakota, Kalifornia, Nebraska, Oregon, Texas és Wyoming államokban találták meg.
1853-ban, Joseph Leidy amerikai paleontológus és anatómus írta le, illetve nevezte meg ezt a nemet. Ugyanabban az évben besorolta a medvekutyafélék családjába. A Daphoeninae alcsaládba 1988-ban Carroll helyezte be; eme emlősnem idetartozását még ugyanabban az évben Hunt is megerősítette. 2002-ben Hunt újra átvizsgálta ezt a nemet és a besorolást továbbra is helyénvalónak tartotta.
A testükhöz képest rövid lábaik voltak és talpuk teljes felületén jártak - mint a mai medvefélék. Eme tulajdonságok miatt nem voltak távfutók, inkább lesből támadtak. Az is meglehet, hogy a nagyobb ragadozók zsákmányaiból táplálkoztak. A kölyköket üregekbe ellették és rejtették el.
Az alábbi testtömegek az 1988-ban, Legendre és Roth őslénykutatók becslései.

## Rendszerezés
A nembe az alábbi 6 faj tartozik:
- Daphoenus hartshorianus Cope, 1873 - 6,79 kilogramm[6][7][8]
- Daphoenus lambei Russell, 1934 - 4,84 kilogramm
- Daphoenus ruber Stock, 1932 - 5,94 kilogramm[9]
- Daphoenus socialis Hunt, 1998 - 13 kilogramm[10]
- Daphoenus transversus Hunt, 1998[11]
- Daphoenus vetus Leidy, 1853 - típusfaj; 8-22 kilogramm, körülbelül akkora lehetett, mint egy mai prérifarkas (Canis latrans); a koponyája 20 centiméteres; nemének a legnagyobb faja.

Korábban több faj is idetartozott, azonban egyeseket áthelyeztek más nemekbe, mint például a Brachyrhynchocyonba és a Daphoenodonba.

## Képek

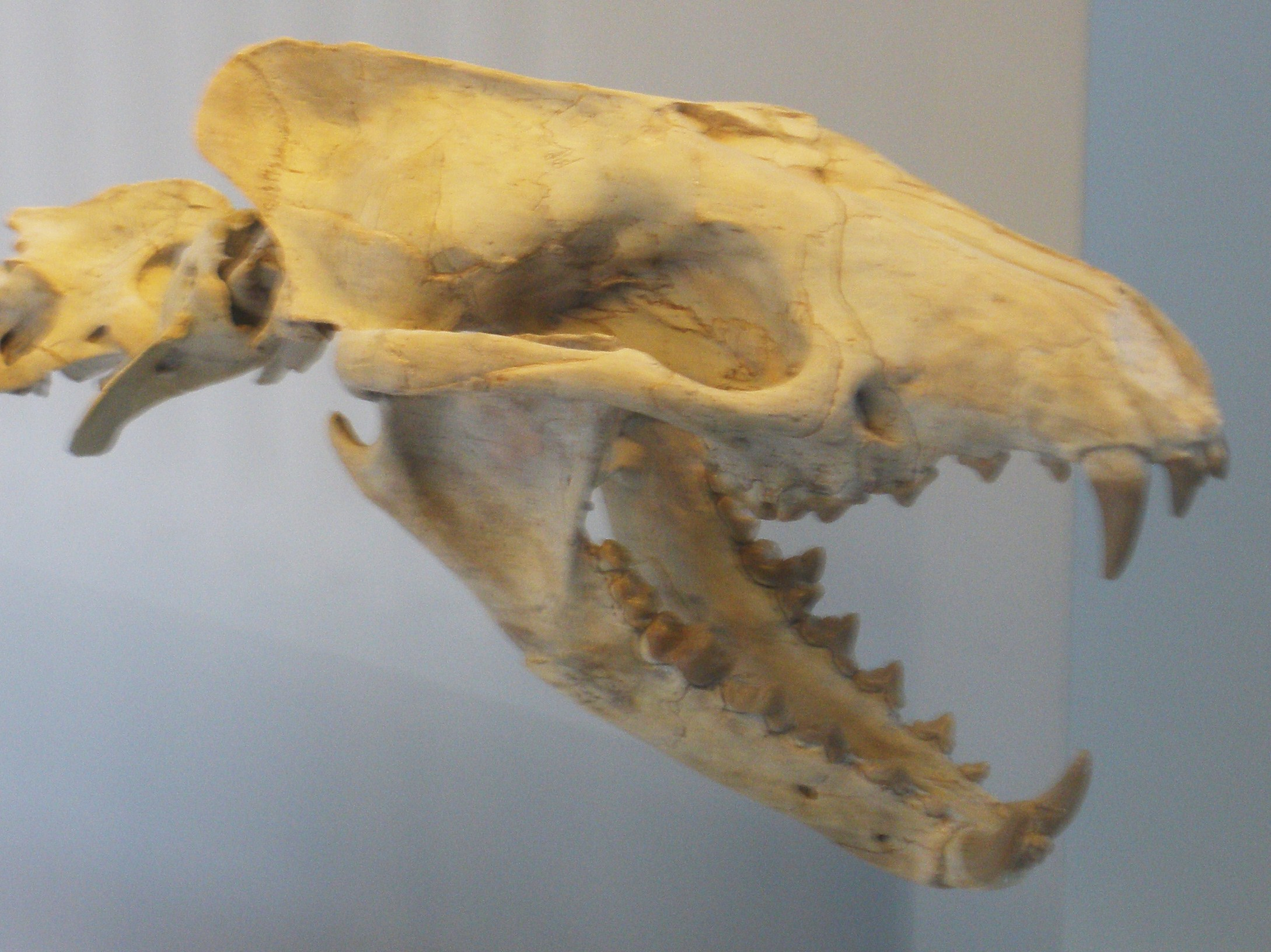
A D. vetus koponyája,
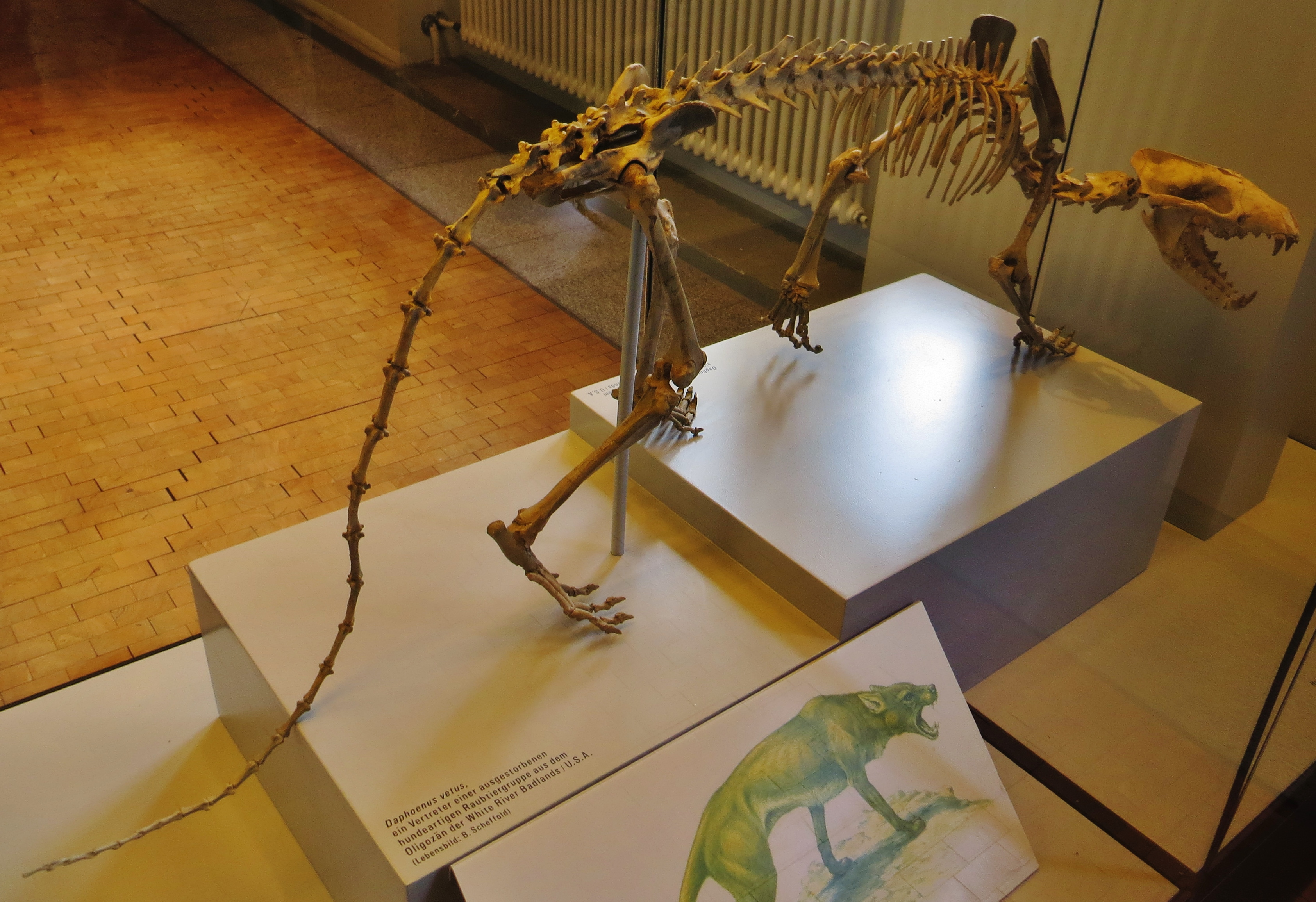
csontváza és
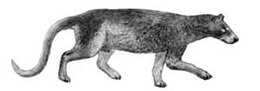
rekonstrukciója

## Fordítás
- Ez a szócikk részben vagy egészben  a   Daphoenus című angol Wikipédia-szócikk ezen változatának fordításán alapul.  Az eredeti cikk szerkesztőit annak laptörténete sorolja fel. Ez a jelzés csupán a megfogalmazás eredetét és a szerzői jogokat jelzi, nem szolgál a cikkben szereplő információk forrásmegjelöléseként.